# Wanhödener Berg
Koordinaten: 53° 45′ 9″ N, 8° 40′ 51″ O
Der Wanhödener Berg liegt auf dem Geestrücken der Hohen Lieth, 500 Meter westlich von Wanhöden, einem Ortsteil der Gemeinde Wurster Nordseeküste, im Landkreis Cuxhaven im Elbe-Weser-Dreieck in Niedersachsen zwischen der Autobahn 27 und dem Ort. Es ist ein sieben Meter hoher und 55 Meter langer, künstlich aufgeschütteter Hügel. An der südlichen Seite befinden sich Mauerreste.
Er ist einer von mehreren Langhügeln in Norddeutschland. Mangels archäologischer Untersuchungen ist seine ur- oder frühgeschichtliche Bedeutung noch ungeklärt. Er kann jungsteinzeitlich, bronzezeitlich sein oder ein erst im frühen Mittelalter aufgeführter Jedutenhügel.
Am Nordwestausgang von Wanhöden in Krempel liegen die Hohensteine bei Midlum (Sprockhoff-Nr. 607), ein Großsteingrab. Das Naturschutzgebiet Wanhödener Moor liegt östlich von Wanhöden.
Seit dem 9. April 2022 ziert das niedrigste Gipfelkreuz Deutschlands den Wanhödener Berg (32 m ü. NHN).